# 機動戰士GUNDAM 00 登場國家及組織列表
本條目記錄《機動戰士GUNDAM 00》及其外傳中登場的國家及組織。

## 天人
天人（Celestial Being），200年前（22世紀初）由科學家——伊歐利亞·修罕貝克創立的私設武裝組織，其理念是「使用武力根絕戰爭」，並擁有多架以獨有高科技術開發而成的MS -「GUNDAM」，在拉格朗日點3的區域擁有一座殖民地，名稱為「天都」。
天上人的組織結構極為龐大，除了有無數個科學家、技術專家為天上人進行各式研究、開發等工作外（據動畫第一季日本JNN報社的報導），也有無數個大財團（如軌道電梯建設公司、科納家族、王家財團）為其贊助巨額的資金、提供技術等等，所以才能發展成規模如此龐大且實力不可小覷的私設武裝組織。 
天上人的組織創建者『伊歐利亞·修罕貝克』的最終目的就是希望能夠靠「天上人」的力量在矛盾中讓世界完全統一，就算要犧牲也必須實現人類意志的統一。原因是為了防止人類懷著紛爭的火種進入外太空，這樣才能夠和平的與宇宙中的其他種族接觸。
因此，人類必須互相了解，透過GN粒子讓人們的意識擴張並且促進腦量子波進化，也能使人們細胞和各項體能強化，讓人類能夠進化成為新的種族－「變革者」。

### 吠陀
天人是由一台名為「吠陀」（梵語「知識、啟示」之意）的量子型演算處理系統的超級電腦負責領導。
根據官方外傳「鋼彈00F」中的描述，天上人組織的運作是由吠陀直接給予眾部門指示，其中包括實際行動與作戰部隊如天人「托勒密號」、「Trinity」、還有天使部隊，另外還有王留美所在的支援部隊，其中包括收集整合情報、福利（負責照顧天上人所有工作人員及其家屬和提供醫療照護服務等等）、以及技術研發部門。

除此之外，吠陀還會親自指派生體終端「變革體」來收集世界各地的情報與資訊，他們大多對於自己是變革體一事並不自知（如艾紐·利特納），也會指派其中某部分的變革體作為GUNDAM駕駛員，像是『里朋斯·阿爾馬克』、『提耶利亞·厄德』等人。

天人的標誌

### 天使
天使（直译：「天使」），由天上人的超級電腦Veda同意創立的天上人分支組織。主要任務為武力介入前的情報偵查與排除可能阻礙介入的潛在威脅等等，屬於後勤支援型的部隊。
由第二代鋼彈尖兵「雪兒·亞克斯迪卡」創立，擁有四架第二世代鋼彈（正義女神鋼彈、星水女神鋼彈、戰車女神鋼彈、審判女神鋼彈）作為行動主力，但由於可使用的太陽爐只有0鋼彈的GN動力裝置（當時天上人尚未開發出可用作替代能源的粒子儲藏槽），導致能出動執行任務的機體只有其中一架，讓其行動效率有些不足，而組織也曾因為天上人與聯合國軍大戰後幾乎潰散、瓦解而導致一度解散。
其後由於天上人東山再起並重新活動、開始執行各種任務，組織也在2314年復活，並且以三架GUNDAM（鎮魂犬鋼彈、七槍型智天使鋼彈、屠龍聖劍型墮天使鋼彈）作為主力MS，並依不同的任務環境出動不同的鋼彈，如此安排是因為鋼彈在地球聯邦政府嚴密地監視下無法利用軌道電梯進行機體的運輸。

### 天使宮
天使宮（直译：「天使之城」，又譯作「天城」），機動戰士GUNDAM 00P中登場，是天上人在拉格朗日點3設立的殖民地。在00P主篇第二季中遭到破壞。
為了測試GUNDAM性能，連人工湖都有，但整體來說仍比不上地球的自然環境。
表面上其建造理由是為了某些在地球環境中無法製造出來的特殊材料，但真實目的未知。建造者則是天上人的一名華裔探員。

### 監視者
組織裡唯一能夠與吠陀的命令抗衡的就是監視者，如『亞歷漢卓·科納』和『拉古納·哈維』等人。
雖然其權力超越大部份的天上人成員甚至能夠否決吠陀的命令，但與吠陀不同的是其沒有直接命令托勒密號或其他支援部隊的權力。

### Team Trinity
亞歷漢卓·科納透過自己的力量建立了私人武裝勢力，如崔尼提兄妹；表面上是和托勒密號成員等人一樣接受吠陀的指令，並依其指示行動，但其實私底下只遵照亞歷漢卓與拉古納等人命令行事的私兵。

## 太陽能與自由國家
太陽能與自由國家聯合（Union of Solar Energy and Free Nations，又稱「世界經濟聯合」，簡稱「聯合」、「Union」），以美國為主導的自由民主國家群，單就南美洲及大洋洲為中心的參加國就超過50個，日本也作為經濟特區加入其中。
經濟、軍事力量與科技技術均凌駕於人革聯、AEU，因此軌道電梯也是最早建設完成；Union的主要領導者美國甚至以「世界警察」自居，並介入其他國家的紛爭。
起初對於天上人的出現與其武力介入是採靜觀其變的態度，但後來為了改善與塔利比亞共和國之間的關係而利用他們；之後也在MSWAD部隊內設立了GUNDAM調查隊，針對天上人的「GUNDAM」進行應對與對抗。
Union的軌道電梯坐落於南美洲的亞馬遜河上游附近。

### 經濟特區·日本
經濟特區·日本（Special Economic Zone Japan），在Union下發展的經濟特區。
由於距離人革聯很近，所以有作為「經濟特區」的地域特性，和人革聯以及AEU的交流和招商等商業活動都在繁盛地進行。
另外，其境內雖有Union部隊駐日留守，不過也有作為日本本國的「國防軍」編制。

#### JNN
經濟特區·日本的一家電視台。
沙慈·克洛斯羅德的姊姊絹江·克洛斯羅德曾在此報導部工作，製作了關於天上人和伊歐利亞·修罕貝克的特別節目。

### 塔利比亞共和國
塔利比亞共和國（The Republic of Taribia），位於南美洲北部且隸屬於Union的國家（其現實中位置應接近委內瑞拉）。
Union的軌道電梯就建設在其附近，導致國內反美情緒非常強烈。
因該國內種植有大規模的大麻，因此被天上人認定為戰亂根源而派遣GN-003 主天使GUNDAM將大麻破壞殆盡。
曾在第一季第四話從Union中獨立出來，但因利用天上人的攻擊，在第一季第五話與Union和解，重新加入成為Union的國家成員，亦取得國民對美國的認同。
主力部隊的MS為Union所研發的「聯合實訓式」。

### 軍隊

#### MSWAD
Union軍的內部組織之一，作為MS的專門部隊而設立的MSWAD，是當時Union的王牌部隊，主要駕駛Union當時所研發出的最新型機「旗幟式」，而駕駛員也被稱作「旗幟式戰士」。
其後，部隊內成員包括王牌駕駛員葛拉漢·耶卡及技術顧問比利·片桐等人都被配屬到新成立的GUNDAM調查隊。

#### 鋼彈調查隊／第八獨立航空戰術飛行隊
GUNDAM調查隊（Anti-Gundam Investigative Squad），是Union針對天上人的高機動性能MS -「GUNDAM」的性能進行分析、調查，而成立的新部隊，集結所有Union最優秀的駕駛員與MS相關的科學家、技術專家。
初期成立時是以「GUNDAM調查隊」作為其部隊的臨時名稱，後正式更名為「第八獨立航空戰術飛行隊」，成為Union實質上的王牌主力，全隊座機也改配置大幅改良後的新型機「SVMS-010 超限旗幟式」。

### 軍火商

#### 艾利斯公司
艾利斯公司（Iris Company），位於Union境內美國愛荷華州的民間軍火公司，其內部的大部分員工都由平民組成。
旗幟式的主武裝線性步槍就是由其公司所研發製造的。
其後在GNW-001 座天使GUNDAM一型的武力介入中受到嚴重損害，主要建築遭到摧毀，死傷者亦超過800人。

## 人類革新聯盟
人類革新聯盟（Human Reform League，簡稱「人革聯」），西元2297年創立，是以亞洲的國家群為中心組成的組織。
國家包括有中華人民共和國、俄羅斯等舊共產國家、孟加拉、印度、尼泊爾、不丹、部分中亞國家（除了阿富汗和巴基斯坦）、台灣、蒙古、東南亞國協成員國、東帝汶、巴布亞新幾內亞、朝鮮半島等。
組織是以建設軌道電梯為目的而組成，軌道電梯完成的時間較Union略晚，但太陽能也在十年前開始供應地面需求；第一季第一話於靜止軌道的慶祝會，即為慶祝軌道電梯正式發電的十週年。
對Union抱有強烈的競爭心，因而對技術落後於Union感到焦慮，也因此熱衷於計畫捕獲GUNDAM，並藉此超越Union成為世界第一。
人革聯的軌道電梯坐落於所羅門群島北邊。

### 軍隊
從第一季可以得知，人革聯會不時針對勢力範圍中的地域紛爭進行武力介入，如舊斯里蘭卡的民族紛爭等等。
其主力部隊所使用的MS為「鐵人式」，而相較於其他陣營的MS，鐵人式的機動性處於大幅劣勢。
在第一季三大陣營共同策劃的聯合軍事演習中，提供現今位在中國境內的塔克拉瑪干沙漠作為演習地點。

#### 超兵機關
人革聯秘密設立的MS駕駛員培訓機構，專門收集年幼孩童進行軍事訓練，並利用藥物與科技對這些孩童進行人體改造、實驗。
天上人成員之一的主天使GUNDAM駕駛員 - 阿雷路亞·帕普提茲姆亦是在此機構中接受訓練與成長，但其對在超兵機關的種種經歷感到非常反感。
2307年至2314年間，所屬的「超兵1號」索瑪·皮利斯同樣出身此機構，並在戰場上非常活躍；兩人也都遭機關的技術人員植入「第二人格」，且同樣暴躁、兇殘，與原有個性呈現相當大的反差。
第一季第11話，阿雷路亞駕駛主天使鋼彈，將超兵機關的研究所徹底摧毀，其後一直為此感到不安與後悔，並認為自己殺害了同伴。
部隊的謝爾蓋·斯米爾諾夫中校透過「超兵1號」索瑪·皮利斯的個人資料知悉此組織的存在與作為後，感到相當不滿且不人道，其技術人員卻對此毫無罪惡感。

#### 頂武
人革聯的特務部隊，也是其軍方實力最堅強的主力部隊，隊長為俄籍的謝爾蓋·斯米爾諾夫中校。
與聯合的MSWAD精銳部隊相同，熱衷於計劃捕獲鋼彈，並以人革聯強國優勢複製其GN技術與性能，但多次的作戰行動皆以失敗收場。
不久後，人革聯得到為數10架的「GNX-603T 厄運式」後，也將其全數分配給此部隊，並在與三架座天使鋼彈一戰中，以數量優勢與良好的戰術搭配下，成功使對方陷入困境。
爾後三大陣營決定攜手合作共同組成聯合國軍後，其部隊內的所有軍官、士兵也都一併加入。

## 新歐洲共同體
新歐洲共同體（Advanced European Union，簡稱「AEU」），是以歐盟為母體，以加強發展和合作為目標而組成的組織。
會員國除了歐洲地區及格陵蘭、從俄羅斯獨立出來的莫斯科（即俄國烏拉爾山脈與高加索山脈之間的地區）已加入之外，實際上也支配了非洲地區大部分國家。
相較於Union實施中央集權的「大總統」、人革聯實施的「國家主席」，AEU是採用五大國（英國、法國、德國、西班牙、義大利）聯合，發言權等同的議會制度。
AEU的軌道電梯坐落在非洲的維多利亞湖西方，但因尚未完工，導致其在政治、經濟與軍事等方面的影響力均落後於Union及人革聯。

### 軍隊
由於AEU自知軍事力量與技術都不如其他兩大陣營，因此投入大量人力、資金積極發展軍備，以藉此超越競爭對手，並稱霸全世界。
AEU甚至不惜違反國際條約，在軌道電梯周圍秘密派駐超過條約限制的大規模部隊，並且投入使用「亞格利莎」這一類違反條約的高度毀滅性兵器，達到其目的。
但也因為AEU軍事活動過度頻繁，很快被天上人鎖定並認為是戰爭根源之一，導致其成為天上人的第一個武力介入目標以示警告。

### 摩拉利亞共和國
摩拉利亞共和國（Republic of Moralia），第一季第六話首次登場，於23年前的2284年建國，是位於歐洲南部的一個小國。
位於歐洲南部的一個國家（其地理位置相當於摩納哥），以軍需產業為經濟命脈，是民營軍事企業PMC Trust的基地。
在其軍事演習期間，被天上人認定為戰亂根源，並派遣四架GUNDAM進行武力介入。

## 聯合國
聯合國（United Nations），20世紀成立的組織聯合國目前依然存在，但其影響力已無力遏止戰爭的發生，只能充當類似於救援機構的角色。
由於天上人組織的突然出現、不斷對外宣揚其「根除戰爭」的理念，並開始大肆介入Union、人革聯與AEU的三方紛爭，甚至是相關的軍事企業、組織也成為目標，結果導致各個軍事行業經濟蕭條，各大企業紛紛撤出、收回資金與軍事相關投資，軍事紛爭大幅銳減，
但原為天上人效力的監視者亞歷漢卓·科納背叛成為聯合國的特使與代表並從中作梗，私自將秘密開發的新型機「GNX-603T 厄運式」分別交給三大陣營，在矛盾中促使聯合國軍組成並試圖徹底殲滅天上人。

### 聯合國軍（United Nations Force）
在天上人以鋼彈武力介入的中期，在人革聯的推動下，Union、人革聯與AEU在中國境內的塔克拉瑪干沙漠舉行三軍聯合軍事演習。
雖以演習為名，實質上是以此為誘餌並吸引天上人現身的「鋼彈捕獲作戰」，而三大陣營也都派出大規模戰力的軍隊參與。
雖然最後因三軍的主力部隊機體性能與武裝皆大幅落後，導致作戰仍以失敗收場，但Union、人革聯與AEU的首次合作，其背後意義重大，也成為之後聯合國軍組成及成立的雛型。
其後天上人武力介入的末期，在背叛天上人的監視者亞歷漢卓·科納的一連串策劃下，將30架擬似太陽爐搭載型MS「GNX-603T 厄運式」分別分配給Union、人革聯與AEU。
為了對抗天上人超凡的性能與戰力，三大陣營決定組成聯軍，並以此新型機為主力，分別在地球、宇宙進行針對天上人的鋼彈殲滅作戰。部隊成員全都是三軍的菁英士兵、軍官，結合三陣營強大的後勤支援，與多次交戰後取得的情報進行分析，搭配上GN-X大幅超越舊時代機體的優異性能，戰果比起以往更為完美。
雖然在天上人的抵抗下，GN-X部隊損失慘重，但在聯合國軍以「數量壓制、個別擊破」的圍攻戰術下，幾乎令天上人陷入絕境。在戰後，聯合國軍俘虜到其主要駕駛員之一的阿雷路亞，而核心的四架鋼彈幾乎被毀，存活的剩餘成員也在戰鬥過後重傷，讓天上人元氣大傷，導致其一度因人力匱乏瀕臨崩潰、解散；而這支實力頂尖的聯合國軍，也是之後新成立的地球聯邦軍前身。

## 地球聯邦／地球聯邦軍
地球聯邦（Earth Sphere Federation）於動畫第二季開始前所成立的新組織，為Union、人革聯與AEU三大陣營為了應對天上人的武力介入所統合之單一國際性組織。
在五年前與天上人的大戰後，聯合國正式更名為地球聯邦，並在得到所有參加國的同意與支持下解散各國軍隊，整編並成立地球聯邦和平維持軍，簡稱「維和部隊」或「地球聯邦軍」，成為全世界唯一的軍隊；全世界除了中東地區的少數國家外，皆已加入地球聯邦。
但在後來獨立治安維持部隊「A-Laws」成立後，地球聯邦軍被架空化，其軍階權勢明顯低於A-Laws，在地球聯邦軍的謝蓋爾·斯米爾諾夫「上校」被A-Laws的艾伯·林特「少校」掌摑可以反映出地球聯邦軍不受重視。
地球聯邦軍部分軍人曾策劃政變，但最終以失敗告終（動畫16-17集），而在政變失敗的四個月後，地球聯邦大總統宣佈將地球聯邦軍的控制、指揮權全權交由A-Laws掌管（動畫18集）。
在動畫22集，隸屬於A-Laws的卡蒂·馬涅欽上校看不慣其種種惡行，而決定脫離A-Laws，並和擁有相同意志的部下一同穿上地球聯邦軍的軍服，組成政變軍，出任全軍指揮官，後在最終決戰中途現身，與純源、天上人一同對抗A-Laws和變革者勢力。
戰後，獨立治安維持部隊A-Laws被收回所有軍權並強制解散後，地球聯邦軍經過整頓後重新建立，停止以高壓政策打擊反聯邦勢力，並以融和政策作為管治方針。
其後在人類與ELS之戰時，地球聯邦軍投入可以調動的所有軍力在宇宙集結，並設置【絕對防衛線】阻止ELS入侵，【絕對防衛線】全軍總司令則是卡蒂·馬涅欽准，並與天上人共同合作保衞地球與人類存亡的宇宙最終決戰，對抗企圖霸佔地球與毀滅人類的未知物體－ELS（Extraterrestrial Livingmetal Shapeshifter）。
由於地球聯邦軍在軍隊規模與戰力上遭到ELS徹底碾壓，加上ELS展現其高度學習能力並與之抗衡（如擬態成各種MS與戰艦），地球聯邦軍已損失大約75％的戰力。
在抗戰末期，【絕對防衛線】面臨崩潰之際，天上人鋼彈尖兵剎那·F·塞耶順利進入超大型ELS中樞，並與其進行對話，理解對方的想法與目的，成功使ELS停止攻擊與入侵，之後變成一朵象徵和平的花狀物體。人類與ELS戰爭宣告結束，地球的危機解除。
在2364年，在地球聯邦政府的領導下，全世界已有的40％人口進化成為存種變革者（可參考劇場版），另外三座大型軌道電梯已不存在，在片段中顯示了由一條主軸線從地球連接月球，再從月球連接至前ELS的主星，似乎是地球聯邦的新技術。
同時，地球聯邦政府派遣外宇宙探查艦「皇號」前往宇宙探索，艦長則是克勞斯·葛拉德。地球聯邦軍當時似乎成功掌握了量產原裝太陽爐的技術，並開始在新開發的宇宙探查用新型機「GNW-100A 前兆式」使用。

### 太陽勇者隊
太陽勇者隊（Sol Braves Squadron，也有另一說法是Solbraves Squadron），隸屬於地球聯邦軍的特務部隊，隊長為舊Union的葛拉漢·耶卡少校；總共6名隊員，大多來自舊Union或舊AEU。
隊員所駕駛的座機是「GNX-Y903VS 勇者式一般用試驗機」，而隊長葛拉漢所駕駛的座機則是「GNX-Y903VW 勇者式指揮官用試驗機」，不同之處在於指揮官機是藍色塗裝並搭載有兩座擬似太陽爐，而一般機僅搭載一座。雖凌駕於其他的一般量產機之上，但整體來說仍只算是試驗機型；後來在人類與ELS開戰後，也緊急投入戰場使用。
其首次出擊的任務目的是做為地球聯邦軍先前派出的ELS前線偵察艦隊的增援部隊，但由於友軍艦隊早已全滅無法及時趕到救援，而隊長葛拉漢·耶卡少校則將任務目標轉為協助在同宙域陷入苦戰的天上人撤退，並在任務完成後接受天上人補給。之後在地球聯邦軍與ELS的最終決戰，部隊也緊急投入戰場，並在損失三架勇者式的代價下完成作戰。

#### A-Laws
從地球聯邦軍獨立出來之治安維持部隊。
表面上其成立宗旨是為了統一世界，以達成世界和平，實際上是以高壓政策打擊反聯邦勢力並孤立非聯邦參加國。
其霸道行為附上了一些不好的傳聞，如在宇宙製造具高度毀滅性的衛星兵器「死兆炮」、向中東地區的反聯邦國家以及政變勢力所在的非洲軌道塔低軌道太空站進行發射，或是製造出自動機器人這類不人道的對人兵器，實施無差別掃蕩行動，以打擊、殲滅反抗勢力從而鞏固A-Laws的政權與地位，但卻因此傷及無辜平民，甚至控制社群媒體以管控資訊傳播。
種種惡行也引起純源、天上人等反對勢力群起甚至聯合與其對抗，並企圖向社會大眾揭穿一切。爾後，在非洲軌道塔「崩柱事件」過後，A-Laws的軍權甚至大過正規軍，並完全掌控正規軍的控制與指揮權，也導致部分士兵、軍官決心起義組成政變軍。
地球聯邦軍的軍階與A-Laws的軍階等級是截然不同的，從地球聯邦軍的謝蓋爾·斯米爾諾夫「上校」被A-Laws的艾伯·林特「少校」掌摑可以反映出地球聯邦軍不受重視。
在第二季的最後決戰，投入所有軍力的A-Laws艦隊最終仍遭到天上人與中途加入反抗的純源、政變軍聯手擊敗，戰後所有惡行、醜聞也被一一揭發，其軍隊控制權被地球聯邦收回並強制解散，總司令河馬·片桐最後在住家切腹自盡。
值得留意的是，在機動戰士 Z GUNDAM出現的激進軍事組織「迪坦斯」，不論是對付異見者與反抗者的作法，還是軍隊的服飾、徽章，都與在機動戰士GUNDAM 00 登場的A-Laws極為相似。

## 卡達隆
純源（直译：「純真」），於第二季正式登場，是與A-Laws對立的反地球聯邦組織。
組織成員主要來自於前三大陣營的政治家、科學家、工人、軍人、新聞界人士等，因看不慣A-Laws其惡政、暴行而組成。
其主力部隊所使用的MS與戰艦，多數是由各陣營的軍人叛離時一同帶來的，都屬於舊世代的淘汰機型（如鐵人式、AEU制定式、實訓式），並統一施以藍色塗裝，以利識別。在資源、人力與MS性能皆遭A-Laws徹底碾壓的情況下，其反抗作戰幾乎是毫無優勢可言。
純源擁有其獨自的資訊傳輸管道，能夠突破地球聯邦對中東地區的嚴密資訊封鎖，並以此來整合在地球和宇宙中各部隊與支部成員的作戰、行動，在宇宙也都有部署宇宙艦隊，並在A-Laws製造出衛星武器「死兆炮」開始對地球的反抗勢力展開一連串不人道的攻擊後，派遣幾乎所有在宇宙的可用軍力前往進攻試圖將其破壞。後在吠陀奪還戰時，也協助天上人對抗變革者勢力。
當天上人東山再起並重新開始行動後，其就積極地想與天上人合作並給予援助，並認為天上人是推翻A-Laws暴政的重要力量，但也擔心自己可能成為被武力介入的對象之一。
純源與天上人的第一個交集就是萊爾·狄蘭迪（「洛克昂」的後繼者，原先也曾是純源的成員之一），其在組織的代號是Gene 1，簡稱G1。

## 變革者
變革者（Innovator），由數名疑似為人造人所組成的組織，創立者為里朋斯·阿爾馬克；成員包括主導者里朋斯都屬於「變革體」，卻自稱是「進化了的變革體」，所以比起一般人類也更為優越。
變革者成員能像提耶利亞一樣擁有與Veda直接對連的能力，並利用腦量子波理解對方的想法、思考，也能於腦中直接溝通，而不需開口。成員都自稱其誕生與行動之目的，皆是為了執行並實現伊歐利亞·修罕貝克所構思的三階段計畫，並認為是必要的存在，而三階段計畫分別為：
| 第一階段 | 以天上人的武力介入為開端，進行世界的統合       |
| 第二階段 | 由A-Laws來進行人類意志的統一                   |
| 第三階段 | 讓人類前進到外太空，為即將到來的對話做好準備。 |

屬成員之一的『利傑尼·瑞傑塔』曾表示天上人的存在是其執行計畫的絆腳石，按照計畫進行天上人應在四年前就已被消滅，而為了完成此一目的，計畫現已推進到第二階段，也就是與A-Laws合力對抗天上人並將其殲滅以達成完全的統一，甚至在第二季初至第二季中期完全掌握曾屬於天上人的主超級電腦「吠陀」的控制權，並因此取得許多天上人甚至其都不知曉的機密情報。
變革者組織透過王留美當家的王家財團、路易絲家財團、科納家族財產等多方財閥的龐大金援，獨自開發出多架性能輸出皆大幅超越一般量產型MS的精銳新型機（如加迪斯、加迪薩、加萊佐等）作為其變革者成員的專用機，並與A-Laws進行一系列密切的軍事合作試圖徹底殲滅天上人。
後在A-Laws技術顧問『比利·片桐』的協助下研發出「 擬似Trans-Am系統」與規模龐大且數量未知的「加格部隊」一度在第二季的最後決戰讓天上人陷入絕境，但最終仍遭到進化為純種變革者的剎那等天上人成員擊敗，首腦里朋斯也在與剎那決戰後身亡，讓其意圖支配成為人類之神的野心失敗。
吠陀的控制權被天上人奪回，組織也宣告完全破碎，而在劇場版中絕大多數的變革者，都已轉為地球聯邦政府服務，吠陀也轉由地球聯邦軍接管。

## 中東國家

### 阿札迪斯坦王國
阿札迪斯坦王國（Kingdom of Azadistan），是2301年以武力併吞鄰國庫爾吉斯共和國後，統合而成的中東新興國家（其現實中的位置應接近伊朗，名稱來自19世紀波斯自由運動時期建立的短暫政權阿札迪斯坦「Azadistan」，波斯語意為「自由之地」。）
在以太陽能為主能源的軌道電梯建成前，中東地區各國曾藉由石油輸出產業作為其經濟支柱，並因此取得了龐大的商業利益，但隨著軌道電梯的興建完成、石油能源被取代，整個地區的經濟形勢嚴重惡化。阿札迪斯坦王國亦受影響，且因其未曾參與軌道電梯的興建計劃，因此沒有取得太陽能的供電權，導致國家經濟與政治局勢瀕臨崩潰。為了解決經濟危機與能源枯竭，以國民推崇的第一公主『瑪莉娜·伊士麥』為代表，以重建國家為首要目標。
國內分為「保守派」和「改革派」兩大派系，但由於雙方意見不合經常發生紛爭、內鬥，甚至動用武力，使的整個國家局勢更加惡化瀕臨解體。而經濟體系的崩潰也導致國內沒有足夠資金、技術與人力，嚴重拖垮其軍事力量，其主力部隊使用的MS甚至還是人革聯早已淘汰的舊型機種「長鼻式」。
2312年，A-Laws與變革者啟動「中東計畫」，由變革者首腦里朋斯先行派出傭兵阿里·亞爾·沙瑟斯駕駛「GNW-20000 權天使鋼彈」將其徹底毀滅殆盡，之後地球聯邦政府再以重建為名派遣正規軍佔領並在當地建立臨時傀儡政權，阿札迪斯坦王國至此滅亡。而地球聯邦則準備以此傀儡政權為中心，向外併吞其他反地球聯邦的中東國家，並依照計畫一步步對中東進行重組。
戰後其傀儡政權隨著A-Laws一同解體，駐留的部隊也隨之撤離，國家得以重新建立，最後也加盟重新整頓後的地球聯邦政府成為會員國之一，並再度交由第一公主瑪莉娜·伊士麥領導。

### 古路捷斯共和國
庫爾吉斯共和國（Republic of Krugis），中東國家之一，是高達使者剎那·F·塞爾的故鄉。在2301年因受到阿扎迪斯坦王國軍事入侵而毀滅。

### 蘇伊爾王國
蘇伊爾王國（Kingdom of Suille），地球聯邦對其十分忌憚。
在地球聯邦政府開始對中東大部分的非會員國家動武之後，中東地區的通訊管道也被其徹底封鎖並加以監控，後來又在其蘇伊爾王國之國境線周圍派駐部隊留守以對其進行牽制與威脅，使得蘇伊爾國王對地球聯邦政府的行為大為反感。
從純源的一名幹事口中可以得知蘇伊爾擁有世界第一的資訊傳播產業與中東第一的軍事實力。
軍事技術比阿札迪斯坦較佳，主力部隊的MS為被AEU改良過的「AEU 制定式蘇伊爾王宮護衞型」。
2312年時，正當純源派出瑪哈爾支部長為代表，在王宮與蘇伊爾國王會談，想結合蘇伊爾的資訊與純源的傳輸管道，試圖將地球聯邦對中東進行血腥屠殺的各種惡行公諸於世的時候，同一時間A-Laws的亞瑟·古德曼准將卻下令使用衛星兵器「死兆炮」瞄準蘇伊爾全域，瞬間毀滅了其王宮與首都圈。

### 里切拉王國
里切拉王國（Kingdom of Richiera），中東國家之一，其軍事基地旁有著百萬人規模的難民營。
2312年時，在里切拉王國的軍事基地被地球聯邦的衛星兵器「死兆炮」選定為第二個攻擊目標後，難民們只見到光束從天而降，在一眨眼之間，包含老弱婦孺在內的一百萬難民們都在高熱下被燒成了焦炭。

## 其他組織

### 真愛爾蘭共和軍
亦即現實武裝組織愛爾蘭共和軍（Real IRA），於北愛爾蘭發動恐怖襲擊。
故事中該組織因對於天上人的武力介入感到懼怕，於2307年宣佈無條件投降並不再活動。

### PMC Trust
民營軍事企業（Private Military Company），主要負責派遣傭兵、培養士兵、軍隊維護、兵器運輸以及兵器研究與開發，以商業形式接受各種委託。
本作中PMC Trust的基地位於摩拉利亞共和國，一個在2284年建國，人口只有18萬，卻有300萬外國勞動者居住的國家。
與AEU的關係十分密切，甚至提供AEU建造軌道電梯的相關資金與技術。
而阿里·亞爾·沙瑟斯在第一季初就是本組織的傭兵，而其所駕駛的「AEU 制定式」也是由PMC集團特別改裝過的最新型原型機。

### 
La Edenra，主要活動據點在歐洲的恐怖組織。
為了阻止並報復天上人介入各國的事務而在全球各大城市引起各種恐怖攻擊事件，但由於各國刻意的洩漏情報，因此活動不久隨即遭天上人部隊殲滅。

### KPSA
屬於反政府武裝組織，由阿里·亞爾·沙瑟斯創立，其成員大多來自戰亂中的國家（如庫爾吉斯共和國），且招募的絕大部分都是孩童，這些孩童被其洗腦成為可以為教義而死的恐怖份子，並再經過一些簡易的戰鬥訓練後組成游擊隊。
而屬天上人成員之一的剎那·F·塞耶童年也曾是KPSA的游擊隊成員之一，其戰鬥技能一部分也是由沙瑟斯所傳授。
KPSA曾在許多地區策動恐怖攻擊事件，例如在愛爾蘭都柏林的大規模自殺炸彈攻擊，此事件死傷人數達數千，洛克昂·史特拉托斯的家人也在此事件中喪生，導致其家破人亡。
在庫爾吉斯共和國遭到阿札迪斯坦併吞滅國後，組織也隨之解散。